# 平视显示器 (电子游戏)
电子游戏领域中，平视显示器（简称「HUD」）或状态栏是用户界面的一部分，以视觉方式提示游戏状态。其名源自现代航空器的平视显示器。
平视显示器一般同时显示多项信息，如主人公的生命值、道具，以及游戏进度（如得分、关卡、剩余时间）。